# متیو بریدی (حقوقدان)
متیو بریدی (انگلیسی: Matthew Brady؛ زادهٔ) دادستان ناحیه‌ای سان فرانسیسکو از سال ۱۹۱۹ تا ۱۹۴۳ بود.
او در دهه‌های ۱۹۲۰ و ۱۹۳۰ ریاست بسیاری از پرونده‌های پرمخاطب و مشهور را بر عهده داشت، از جمله سه محاکمه راسکو آرباکل به اتهام قتل، و بازداشت و دستگیری کمونیست‌ها.
در سال ۱۹۳۶، بریدی دادستان ناحیه‌ای در ماجرای طرح شرم‌آور عقیم‌سازی «آن کوپر هیوئیت»، وارث ۲۱ ساله و دختر پیتر کوپر هیوئیت، توسط مادرش، «ماریون جین اندروز» بود که توسط او و پدرش مطرح شد و طی آن مدعی شدند که مادرش قصد ملغی کردن حث انتقال ارثیه پدر به دخترش در صورت داشتن فرزند دارد؛ در یک جو اجتماعی ناشی از قانون اصلاح نژاد که توسط دکتر ساموئل تیلتون ئی تیلمن و ساموئل جی. بوید پشتیبانی شد.